# 蕨画塾
蕨画塾（わらびがじゅく）は、埼玉県蕨市にあった画塾。

## 概要
彫刻家の長谷秀雄が戦後まもない1947年（昭和22年）、自宅のあった蕨町土橋（現在の中央3丁目）のアトリエを教場として開塾した美術学校で、戦後美術教育の端緒となる施設であった。講師陣は中沢弘光、安井曾太郎、浦崎永錫、寺内萬治郎、奥瀬英三、田中青坪、島野重之、金子徳衛などが集まり、蕨は浦和画家の集う浦和市（現さいたま市）と隣接していたことから浦和画家からも指導者が訪れた。東京芸術大学教授の安井は画塾を「芸大分校」と形容している。